# 19660 Денієлстек
19660 Денієлстек (19660 Danielsteck) — астероїд головного поясу, відкритий 9 вересня 1999 року.
Тіссеранів параметр щодо Юпітера — 3,556.